# 14th Street / Sixth Avenue (métro de New York)

14th Street / Sixth Avenue est un complexe souterrain du métro de New York situé à la frontière des quartiers de Chelsea et du Greenwich Village au sud-est de Manhattan. Il est situé sur trois lignes (au sens de tronçons du réseau), l'IRT Broadway-Seventh Avenue Line (métros rouges), l'IND Sixth Avenue Line (métros orange) et la BMT Canarsie Line (métros gris), issues respectivement des réseaux des anciens Interborough Rapid Transit Company (IRT), Independent Subway System (IND) et Brooklyn-Manhattan Transit Corporation (BMT). Sur la base des chiffres 2012, le complexe, qui permet également un transfert sur le Port Authority Trans-Hudson (PATH) était la 16e station la plus fréquentée du réseau.
Au total, le complexe regroupe six services :
- les métros 1, 2, F et L y transitent 24/7 ;
- les métros 3 y circulent tout le temps, sauf la nuit (late nights) ;
- les métros M s'y arrêtent uniquement en semaine.